# 山口祐司 (商学者)
山口 祐司（やまぐち ゆうじ、1934年1月23日 - 2017年11月5日）は、日本の実業家、商学者。桜美林大学名誉教授。専門はホスピタリティ経営。長女はノンフィクション作家の山口由美。

## 来歴
1934年に神奈川県横浜市で生まれる。1957年に早稲田大学第一商学部卒業後、三菱商事に入社する。1958年には富士屋ホテルに転職した。1959年にホテル業界で有名であるコーネル大学ホテル経営学部に入学し、1961年に卒業する。その間に、ウオルドルフ・アストリアホテル、ロイヤルハワイアンホテルに勤務する。その後、1971年に富士屋ホテル取締役、1988年には副社長、富士屋ホテルチェーン総支配人を経て、1999年に監査役となる。1999年から桜美林大学経営政策学部教授および早稲田大学商学部客員教授に就任する。2004年には桜美林大学名誉教授となる。後にハリウッド大学院大学教授を務めた。
また、コーネル大学評議員・ホテル経営学部同窓会支部長、早稲田大学商議員・ホスピタリティ研究所顧問・客員研究員、日本ホテル産業教育者グループ会長、日本ホスピタリティ推進協会会長、日本ホテル・レストラン・コンサルタント協会会長、日本ホテル・レストランサービス技能協会常任理事、日本余暇文化振興会評議員、国際観光施設協会顧問、日本国際観光学会顧問、日本健康文化振興会理事、日本リゾートクラブ協会理事などの業界団体で役員を歴任した。

## 著書

### 単著
- 『ホテル管理会計』柴田書店、1971年

### 共編著
- 『ホスピタリティ・マネジメント』中村清編著、生産性出版、2002年
- 『最新ホテル企業会計完全マスター』青木章通・北岡忠輝共著、柴田書店、2009年

### 訳書
- 『ホテル・レストランのマネージメント契約』ジェイムス・J・アイスター著、勝俣索共訳、柴田書店、1992年
- 『米国ホテル会計基準』ニューヨーク市ホテル協会編著、大塚宗春監修、税務経理協会、2000年
- 『米国ホテル会計基準2』ニューヨーク市ホテル協会編著、大塚宗春監修、金子良太共訳、税務経理協会、2009年